# Egil Danielsen
Egil Danielsen (ur. 9 listopada 1933 w Hamarze, zm. 29 lipca 2019 tamże) – norweski lekkoatleta specjalizujący się w rzucie oszczepem.
Zajął 10. miejsce na mistrzostwach Europy w 1954 w Bernie. Swój życiowy sukces odniósł na igrzyskach olimpijskich w 1956 w Melbourne, gdzie zwyciężył, ustanawiając jednocześnie rekord świata wynikiem 85,71 m (wygrał rzutem w czwartej kolejce, zabierając złoty medal Polakowi Januszowi Sidle, który pożyczył Norwegowi oszczep).
Wicemistrz Europy z 1958 ze Sztokholmu. Podczas igrzysk olimpijskich w 1960 w Rzymie nie zakwalifikował się do finału. Najlepszy norweski sportowiec 1956 roku. Pięciokrotny mistrz Norwegii 1953–1957.
Po zakończeniu kariery zajął się polityką.